# International IMPAC Dublin Literary Award
L'International IMPAC Dublin Literary Award è un premio letterario internazionale per opere di narrativa fondato nel 1994, sponsorizzato dalla città di Dublino e dalla società IMPAC, ed assegnato per la prima volta nel 1996. Con un premio di 100000 € per il vincitore, è uno dei più ricchi premi letterari al mondo.

## Candidature
Al premio possono partecipare romanzi scritti in qualsiasi linguaggio da autori di ogni nazionalità, purché l'opera sia stata pubblicata o sia stata tradotta in inglese.
Il premio è dato a romanzi pubblicati due anni prima. Per vincere il premio nel 2012, l'opera deve essere stata pubblicata nel 2010. Se tradotta, l'opera deve essere stata pubblicata tra il 2008 e il 2010 e pubblicata in inglese nel 2010.

## Albo d'oro

### Anni 1996-1999
- 1996: Ritorno a Babilonia (Remembering Babylon) di David Malouf
  - Isola con fantasmi (Ghosts) di John Banville
  - Una via nel mondo: una sequenza (A Way in the World) di V. S. Naipaul
  - La storia seguente (Het volgende verhaal) di Cees Nooteboom
  - Le leggi (De Wetten) di Connie Palmen
  - Il Vangelo secondo Gesù Cristo (O Evangelho segundo Jesus Cristo) di José Saramago
  - Altrove (Away) di Jane Urquhart
- 1997: Un cuore così bianco (Corazón tan blanco) di Javier Marías
  - Reservation Blues di Sherman Alexie
  - Un perfetto equilibrio (A Fine Balance) di Rohinton Mistry
  - Novel Without a Name di Duong Thu
  - Sostiene Pereira di Antonio Tabucchi
  - Il pomeriggio di un piastrellista (En kakelsättares eftermiddag) di Lars Gustafsson
  - The Good Negress di A. J. Verdelle
  - Morvern Callar di Alan Warner
- 1998: Il paese delle prugne verdi (Herztier) di Herta Müller
  - L'altra Grace di Margaret Atwood
  - Imaginings of Sand di Andre Brink
  - The Counting House di David Dabydeen
  - The Glade within the Grove di David Foster
  - Autobiography of my Mother di Jamaica Kincaid
  - Salt di Earl Lovelace
  - The Pope's Rhinoceros di Lawrence Norfolk
  - Ultimo giro (Last Orders) di Graham Swift
  - La storia di Shorty (The Englishman's Boy) di Guy Vanderhaeghe
- 1999: Il talento del dolore (Ingenious Pain) di Andrew Miller
  - Quarantine di Jim Crace
  - Underworld di Don DeLillo
  - The Ordinary Seaman di Francisco Goldman
  - L'amore fatale (Enduring Love) di Ian McEwan
  - L'uccello che girava le viti del mondo (ねじまき鳥クロニクル, Nejimaki-dori kuronikuru) di Haruki Murakami
  - The Puttermesser Papers di Cynthia Ozick
  - A voce alta - The Reader (Der Vorleser)  di Bernhard Schlink

### Anni 2000-2009
- 2000: Disarmati di Nicola Barker[3]
  - Le ore (The Hours) di Michael Cunningham
  - Trumpet di Jackie Kay
  - I figli del buio (This Side of Brightness) di Colum McCann
  - Il nostro caro Billy (Charming Billy) di Alice McDermott
  - Paradiso (Paradise) di Toni Morrison
  - Ho sposato un comunista (I Married a Communist) di Philip Roth
- 2001: Calum il rosso di Alistair MacLeod[4][5]
  - The True History of Paradise di Margaret Cezair-Thompson
  - The Love You Promised Me di Silvia Molina
  - Ai nostri padri (Our Fathers) di Andrew O'Hagan
  - Buddha's Little Finger di Victor Pelevin
  - Il faro di Blackwater (The Blackwater Lightship) di Colm Tóibín
- 2002: Le particelle elementari (Les particules élémentaires) di Michel Houellebecq[6]
  - La ballata di Ned Kelly (True History of the Kelly Gang) di Peter Carey
  - L'assassino cieco (The Blind Assassin) di Margaret Atwood
  - The Keepers of Truth di Michael Collins
  - The Last Samurai di Helen DeWitt
  - Gli anni con Laura Diaz (Los años con Laura Díaz) di Carlos Fuentes
  - Madame di Antoni Libera
- 2003: Il mio nome è rosso di Orhan Pamuk
  - The Ash Garden di Dennis Bock
  - Bitter Fruit di Achmat Dangor
  - Il medico di corte (Livläkarens besök) di Per Olov Enquist
  - Le correzioni (The Corrections) di Jonathan Franzen
  - The Migrant Painter of Birds di Lídia Jorge
  - That They May Face the Rising Sun di John McGahern
  - Bel Canto di Ann Patchett
- 2004: Il libro del buio (Cette aveuglante absence de lumière) di Tahar Ben Jelloun
  - Il libro delle illusioni (The Book of Illusions) di Paul Auster
  - Ogni cuore umano (Any Human Heart) di William Boyd
  - Caramelo di Sandra Cisneros
  - Middlesex di Jeffrey Eugenides
  - The White Family di Maggie Gee
  - Il periplo di Baldassarre (Le Périple de Baldassare) di Amin Maalouf
  - Questioni di famiglia (Family Matters) di Rohinton Mistry
  - Earth and Ashes di Atiq Rahimi
  - House of Day, House of Night di Olga Tokarczuk
- 2005: The Known World di Edward P. Jones
  - Gardening at Night di Diane Awerbuck
  - The Half Brother di Lars Saabye Christensen
  - The Good Doctor di Damon Galgut
  - Elle di Douglas Glover
  - Dolore fantasma (Fantoompijn) di Arnon Grunberg
  - Il grande fuoco (The Great Fire) di Shirley Hazzard
  - Willenbrock di Christoph Hein
  - Deafening di Frances Itani
  - La fortezza della solitudine (The Fortress of Solitude) di Jonathan Lethem
- 2006: The Master di Colm Tóibín
  - GraceLand di Chris Abani
  - Maps for Lost Lovers di Nadeem Aslam
  - Havoc in Its Third Year di Ronan Bennett
  - Circolo chiuso (The Closed Circle) di Jonathan Coe
  - An Altered Light di Jens Christian Grøndahl
  - Breaking the Tongue di Vyvyane Loh
  - Non ti muovere di Margaret Mazzantini
  - Le rondini di Kabul (Les Hirondelles de Kaboul) di Yasmina Khadra
  - The Logogryph di Thomas Wharton
- 2007: Fuori per rubar cavalli (Ut og stjæle hester) di Per Petterson[7]
  - Arthur e George (Arthur & George) di Julian Barnes
  - A Long Long Way di Sebastian Barry
  - Slow Man di J. M. Coetzee
  - Molto forte, incredibilmente vicino (Extremely Loud and Incredibly Close) di Jonathan Safran Foer
  - The Short Day Dying di Peter Hobbs
  - Non è un paese per vecchi (No Country for Old Men) di Cormac McCarthy
  - Shalimar il Clown (Shalimar the Clown) di Salman Rushdie
- 2008: Come la rabbia al vento di Rawi Hage[8][9]
  - La velocità della luce (La velocidad de la luz) di Javier Cercas
  - The Sweet & Simple Kind di Yasmine Gooneratne
  - Dreams of Speaking di Gail Jones
  - Let It Be Morning di Sayed Kashua
  - L'attentatrice (L'Attentat) di Yasmina Khadra
  - Winterwood di Patrick McCabe
  - The Woman Who Waited di Andreï Makine
- 2009: Man Gone Down di Michael Thomas[10]
  - La breve favolosa vita di Oscar Wao (The Brief Wondrous Life of Oscar Wao) di Junot Díaz
  - Ravel di Jean Echenoz
  - Il fondamentalista riluttante (The Reluctant Fundamentalist) di Mohsin Hamid
  - The Archivist's Story di Travis Holland
  - The Burnt-Out Town of Miracles di Roy Jacobsen
  - Il matematico indiano (The Indian Clerk) di David Leavitt
  - Animal's People di Indra Sinha

### Anni 2010-2019
- 2010: The Twin di Gerbrand Bakker
  - L'eleganza del riccio (L'Élégance du hérisson) di Muriel Barbery
  - In Zodiac Light di Robert Edric
  - Terra di conquista (Landnahme) di Christoph Hein
  - The Believers di Zoë Heller
  - Netherland di Joseph O'Neill
  - La rabbia giovane (God's Own Country) di Ross Raisin
  - Home di Marilynne Robinson
- 2011: Questo bacio vada al mondo intero (Let the Great World Spin) di Colum McCann[11][12]
  - Galore di Michael Crummey
  - The Lacuna di Barbara Kingsolver
  - I girovaghi (The Vagrants) di Yiyun Li
  - Io sono Achille (Ransom) di David Malouf
  - Uccellino del paradiso (Little Bird of Heaven) di Joyce Carol Oates
  - Jasper Jones di Craig Silvey
  - Brooklyn di Colm Tóibín
  - L'amore, un'estate (Love and Summer) di William Trevor
  - After the Fire, A Still Small Voice di Evie Wyld
- 2012: Neanche i cani di Jon McGregor[13][14]
  - Rocks in the Belly di Jon Bauer
  - The Matter with Morris di David Bergen
  - Il tempo è un bastardo (A Visit From the Goon Squad) di Jennifer Egan
  - The Memory of Love di Aminatta Forna
  - Matterhorn: A Novel of the Vietnam War di Karl Marlantes
  - Landed di Tim Pears
  - Il poeta di Gaza (Limassol) di Yishai Sarid
  - The Eternal Son di Cristovão Tezza
  - Lean on Pete di Willy Vlautin
- 2013: City of Bohane di Kevin Barry
  - La carta e il territorio (La carte et le territoire) di Michel Houellebecq
  - Pura (Pure) di Andrew Miller
  - 1Q84 di Haruki Murakami
  - Venivamo tutte per mare (The Buddha in the Attic) di Julie Otsuka
  - The Tragedy of Arthur di Arthur Phillips
  - Swamplandia! Benvenuti nella terra degli alligatori (Swamplandia!) di Karen Russell
  - From the Mouth of the Whale di Sjón
  - The Faster I Walk, the Smaller I Am di Kjersti Annesdatter Skomsvold
  - Caesarion di Tommy Wieringa
- 2014: Il rumore delle cose che cadono di Juan Gabriel Vásquez
  - La deviazione (De omweg) di Gerbrand Bakker
  - Questions of Travel di Michelle de Kretser
  - Assoluzione (Absolution) di Patrick Flanery
  - La morte del padre (Min kamp. Første bok) di Karl Ove Knausgård
  - Tre donne forti (Trois femmes puissantes) di Marie Ndiaye
  - Il viaggiatore del secolo (El viajero del siglo) di Andrés Neuman
  - Il giardino delle nebbie notturne (The garden of evening mists) di Tan Twan Eng
- 2015: Il raccolto di Jim Crace
  - La strada stretta verso il profondo Nord (The Narrow Road to the Deep North)  di Richard Flanagan
  - Ho lasciato entrera la tempesta (Burial Rites) di Hannah Kent
  - K. o La figlia desaparecida (K) di Bernardo Kucinski
  - Il libro dei brevi amori eterni (Le livre des brèves amours éternelles) di Andreï Makine
  - TransAtlantic di Colum McCann
  - Horses of God di Mahi Binebine
  - Americanah di Chimamanda Ngozi Adichie
  - Qualcuno (Someone) di Alice McDermott
- 2016: Vita in famiglia di Akhil Sharma
  - Le leggi della frontiera (Las leyes de la frontera) di Javier Cercas
  - Academy Street di Mary Costello
  - I vostri padri, dove sono? E i profeti, vivono forse per sempre? (Your Fathers, Where Are They? And the Prophets, Do They Live Forever?) di Dave Eggers
  - E non è subito sera (Aller Tage Abend) di Jenny Erpenbeck
  - Breve storia di sette omicidi (A brief history of seven killings) di Marlon James
  - Diario della caduta (Diary of the fall) di Michel Laub
  - Nostra Signora del Nilo (Notre-Dame du Nil) di Scholastique Mukasonga
  - Sembrava una felicità (Dept. of Speculation) di Jenny Offill
  - Lila di Marilynne Robinson
- 2017: Teoria generale dell'oblio di José Eduardo Agualusa
  - La confessione della leonessa (A confissão da leoa) di Mia Couto
  - La strada verde (The green road) di Anne Enright
  - Il fiordo dell'eternità (Profeterne i evighedsfjorden) di Kim Leine
  - La storia dei miei denti (The Story of My Teeth) di Valeria Luiselli
  - Il simpatizzante (The Sympathizer) di Viet Thanh Nguyen
  - Under the Udala Trees di Chinelo Okparanta
  - La stranezza che ho nella testa (Kafamda Bir Tuhaflık) di Orhan Pamuk
  - A Whole Life di Robert Seethaler
  - Una vita come tante (A Little Life) di Hanya Yanagihara
- 2018: Solar Bones di Mike McCormack
  - Atti umani (Human Acts) di Han Kang
  - Gli invisibili (De Usynlige) di Roy Jacobsen
  - La signora della porta accanto (The Woman Next Door) di Yewande Omotoso
  - La trasmigrazione dei corpi (The Transmigration of Bodies) di Yuri Herrera
  - Mi chiamo Lucy Barton (My name is Lucy Barton) di Elizabeth Strout
  - La lucina (Distant Light) di Antonio Moresco
  - Ladivine (Ladivine) di Marie Ndiaye
  - Bohémien minori (The Lesser Bohemians) di Eimear McBride
  - L'ultimo amore di Baba Dunja (Baba Dunjas letzte Liebe) di Alina Bronsky
- 2019: Idaho di Emily Ruskovich
  - Bussola (Boussole) di Mathias Énard
  - Storia dei miei lupi (History of Wolves) di Emily Fridlund
  - Exit West di Mohsin Hamid
  - Vacanza d'inverno (Midwinter Break) di Bernard MacLaverty
  - Bacino 13 (Reservoir 13) di Jon McGregor
  - Parlarne tra amici (Conversations with Friends) di Sally Rooney
  - Lincoln nel Bardo (Lincoln in the Bardo) di George Saunders
  - A Boy in Winter di Rachel Seiffert
  - Io sono il nemico (Home Fire) di Kamila Shamsie

### Anni 2020-2029
- 2020: Milkman di Anna Burns[15]
  - Il silenzio delle ragazze (The Silence of the Girls) di Pat Barker
  - Disorientale (Disoriental) di Négar Djavadi
  - Le avventure di Washington Black (Washington Black) di Esi Edugyan
  - Un matrimonio americano (An American Marriage) di Tayari Jones
  - Storia della violenza (History of Violence) di Édouard Louis
  - L'amico fedele (The Friend) di Sigrid Nunez
  - Non qui, non altrove (There There) di Tommy Orange
  - All the Lives We Never Lived di Anuradha Roy
  - Guida il tuo carro sulle ossa dei morti (Drive Your Plow Over the Bones of the Dead) di Olga Tokarczuk
- 2021: Archivio dei bambini perduti (Lost Children Archive) di Valeria Luiselli[16]
  - Apeirogon di Colum McCann[17]
  - Ragazza, Donna, altro (Girl, Woman, Other) di Bernardine Evaristo
  - Stagione di uragani (Hurricane Season) di Fernanda Melchor
  - Brevemente risplendiamo sulla terra (On Earth We're Briefly Gorgeous) di Ocean Vuong
  - I ragazzi della Nickel (The Nickel Boys) di Colson Whitehead
- 2022[18]: L'arte di perdere (The Art of Losing) di Alice Zeniter[19]
  - Vicinanza distante (Remote Sympathy) di Catherine Chidgey
  - Fratelli d'anima (At Night All Blood is Black) di David Diop
  - La morte di Vivek (The Death of Vivek Oji) di Akwaeke Emezi
  - The Art of Falling di Danielle McLaughlin
  - Noopiming: The Cure for White Ladies di Leanne Betasamosake Simpson
- 2023: Marzahn, mon amour. Storie di una pedicure (Marzahn, mon amour: Geschichten einer Fußpflegerin) di Katja Oskamp[20]
  - La città fra le nuvole (Cloud Cuckoo Land) di Anthony Doerr
  - Gli alberi (The Trees) di Percival Everett
  - Paradais (Páradais) di Fernanda Melchor
  - Love Novel di Ivana Sajko
  - Em di Kim Thúy
- 2024: Solenoide (Solenoid) di Mircea Cărtărescu[21]
  - Old God's Time di Sebastian Barry
  - Haven di Emma Donoghue
  - If I Survive You di Jonathan Escoffery
  - The Sleeping Car Porter di Suzette Mayr
  - Praiseworthy di Alexis Wright
- 2025: The Adversary di Michael Crummey[22]
  - James di Percival Everett
  - La foresta del Nord (North Woods) di Daniel Mason
  - Non è un fiume (Not a River) di Selva Almada
  - Il canto del profeta (Prophet Song) di Paul Lynch
  - Noi siamo luce (We Are Light) di Gerda Blees